# Style animalier de Perm

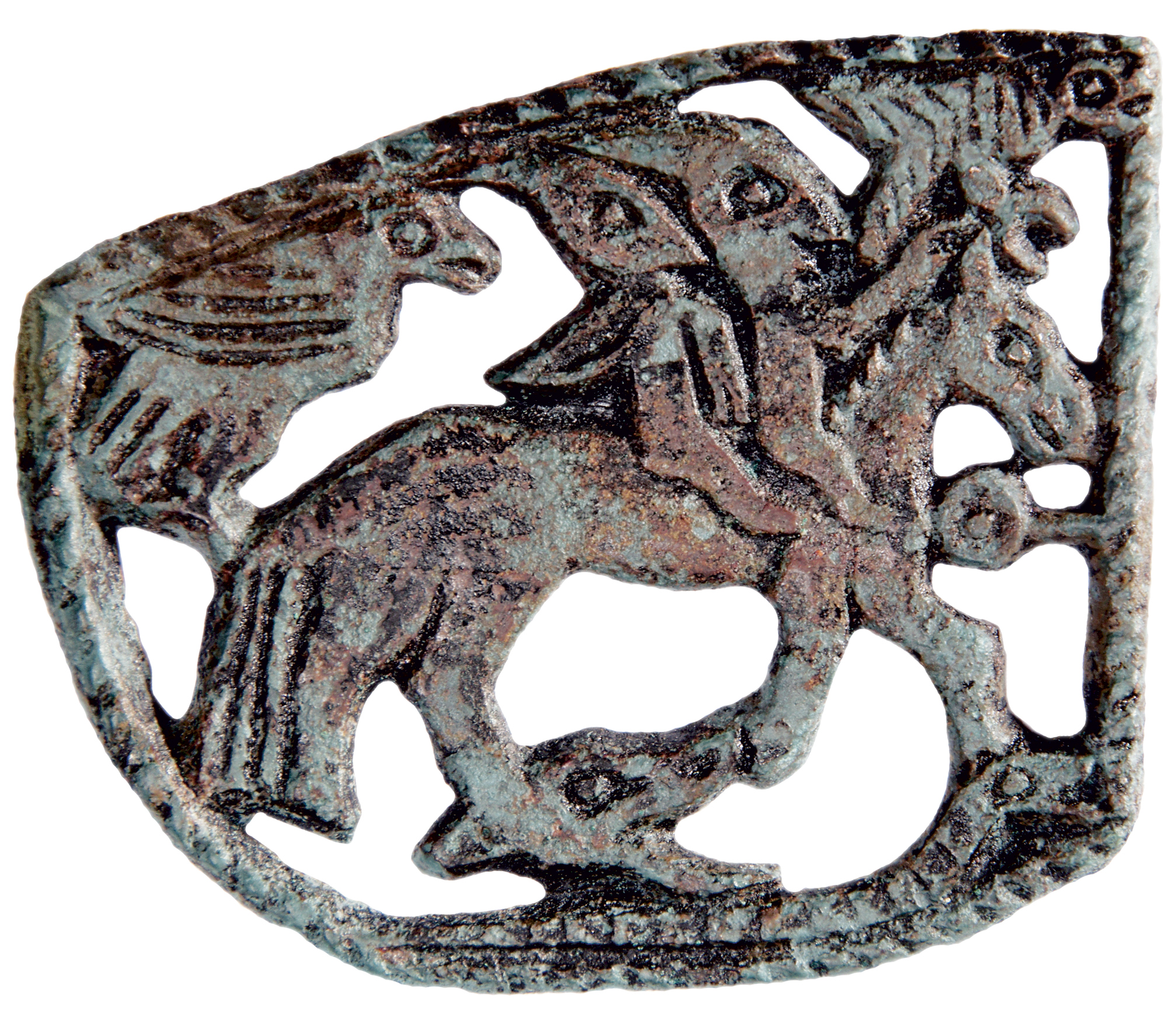
Deux figures anthropomorphes sur un cheval. Le cheval est sur un serpent. Le groupe est entouré d'oiseaux. Le signe du soleil fait face au soleil. Xe siècle.

Le Style animalier de Perm est caractéristique de représentations animales en bronze moulé de la région de Perm et de Sibérie occidentale. Du IIIe siècle au XIIe siècle, il est la forme dominante de la métallurgie cultuelle finno-ougrienne, mais d'autres artefacts, notamment de bois et d'os, s'y rattachent. 
Son aire géographique est une vaste étendue de forêts du nord-est de l'Oural et de la Sibérie occidentale, des bassins de la Kama et de la Viatka à l'Ob. Ces territoires étaient au Haut-Moyen-Âge principalement habités par les tribus ougriennes, ancêtres des Hongrois et des Ougriens de l'Ob actuels - les Khantys et les Mansis. 
Les bronzes moulés sont principalement des objets de culte, associés à une mythologie riche et complexe, qui transparait dans leur composition. Ils ont contribué pendant plus de mille ans à l'unité religieuse et culturelle du monde païen de l'Oural et de la Sibérie occidentale. 

## Historique, conservation et étude
Le style animalier de Perm se rattache à l'Art des steppes, apparu sur le territoire scytho-sarmate au début du premier millénaire avant notre ère. Des thèmes comme les scènes de bataille animales, la division verticale de l'univers en trois mondes et le culte de la grande déesse mère sont communs au style animalier scytho-sarmate et à celui de Perm et des forêts du nord. 
L'âge d'or de la métallurgie cultuelle de Perm commence juste après la période des grandes migrations (IVe siècle et Ve siècle) et se poursuit dans l'Oural médiéval et de la Sibérie du VIe siècle au XIe siècle. Le style animalier de Perm disparait ensuite au début du deuxième millénaire, à la veille des invasions mongoles. Des traces en subsistent dans la culture traditionnelle des Ougriens de l'Ob, les Khantys et les Mansis.  
Les premières collections et études scientifiques de ces œuvres d'art remontent à la fin du XIXe siècle. Les objets ont été retrouvés dans des trésors, sur les sites de temples, dans les sépultures, dans des complexes sacrificiels ou sur les sites d'ateliers métallurgiques. Une collection importante a été amassée par la famille Stroganov à Perm,. 
Malgré plus d'un siècle de recherches, l'origine du style animalier de Perm reste mal connue, en raison de l'absence de sources écrites et d'indications sur les auteurs de ces bronzes, même à l'apogée.  

## Caractéristiques et fonctions
Plusieurs types d'artefacts se rattachent au style animalier de Perm : bronzes moulés, d'un seul côté ou des deux, des sculptures sur os, sculptures en bois, gravures sur des objets de métal ou d'os.  
Y sont représentés des élans, des cerfs, des ours, des animaux à fourrure, des chevaux, différents oiseaux, gibier ou rapaces, des serpents, des insectes et un certain nombre de créatures complexes à la fois zoomorphes et anthropomorphes, ainsi que des cavaliers.  
Les matières premières pour fondre le cuivre proviennent des grès cuprifères du bassin supérieur de la Kama. Les alliages sont principalement composés de cuivre (jusqu'à 86 %), d'étain (10 à 17 %), parfois de zinc (jusqu'à 7 %) et d'arsenic. Cette richesse en étain et en zinc est une caractéristique des alliages utilisés dans la Haute-Kama, mais aussi dans d'autres régions d'Europe du Nord-Est et de l'Ob. 
La plupart des artefacts en bronze étaient utilisés comme images de culte pour les rites sacrés. Dans ces rites, ces objets n'ont pas le statut d'une représentation d’un esprit ou d’un ancêtre, ni celui d'un support où cette entité s'incarne. Ils sont eux-mêmes une divinité, dont les éléments constitutifs, spirituels et matériels, ne peuvent être dissociés. L'objet devient un morceau divin de bois ou de métal. Selon Kustaa Fredrik Karjalainen, une partie de l'esprit que représente la figurine s'y transfère lorsqu'elle est façonnée, et ce n'est qu'alors que celle-ci peut être objet de culte. Des chercheurs pensent que des formes ou des modèles en bois peint ou frottés avec du sang sacrificiel étaient utilisés dans leur fabrication. 

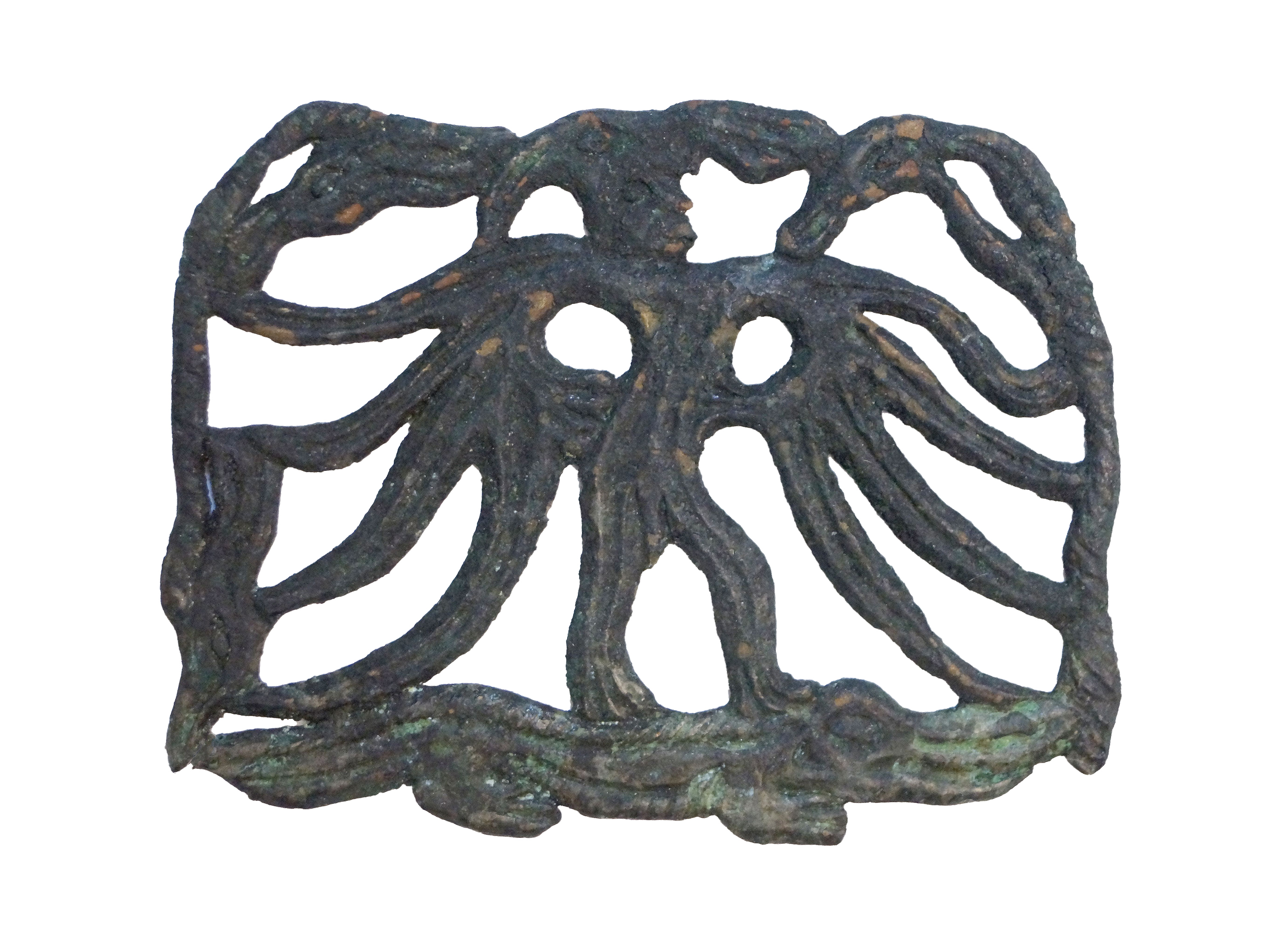
Homme à tête de cerf sur un lézard. VIIIe siècle

Les objets du style animalier de Perm sont généralement divisés en deux groupes, en fonction de leur fonction et de leur utilisation.  
Le premier groupe est constitué de bronzes ajourés de Perm et de la région du Pechora destinés au culte. Certains objets de ce groupe ont une composition complexe, un substrat narratif sophistiqué et une structure hiérarchisée.. 
Les pièces les plus expressives sont des compositions cosmologiques à trois niveaux, avec une déesse au centre. Le niveau supérieur est composé de têtes d'élans, de visages célestes ou d'âmes-oiseaux, associés au monde supérieur des créatures célestes. Le niveau intermédiaire est un monde terrestre peuplé d'animaux et d'animaux. Ce monde du milieu est dominé par une divinité (déesse mère) représentée au centre, qui a en règle générale à ses pieds un animal hybride composé de parties de différents animaux terrestres. Cet animal marque la frontière avec le monde invisible inférieur. Une des caractéristiques du style animalier de Perm est la représentation des élans, et plus précisément, celle de l'homme-oiseau-élan, que l’on ne trouve nulle part ailleurs en Eurasie.   
Le deuxième groupe est celui du style animalier transouralien ou de Sibérie occidentale. Il a donné lieu à la production de nombreux artefacts utilitaires et décoratifs : ornements d'habits, plaques de ceinture, boucles, fermoirs, bracelets avec des images zoomorphes, pendentifs, perles, pommeaux, gaines, étuis à aiguilles, boucles d'oreilles, alambics et peignes. Ils représentent des scènes mythiques avec des animaux polymorphes, à la fois ours et animaux à fourrure, sur des pendentifs en forme de sauvagine, des chevaux et des oiseaux de proie sur les pommeaux. 
Les bronzes animaliers de Perm avaient différentes fonctions, par exemple, celle protéger contre les maladies (ils étaient alors conservés dans les maisons), ou d'apporter d'autres bienfaits en contrepartie des sacrifices («les esprits du bonheur » conservés à l'intérieur des temples de la communauté). 
Leur diversité et celles de leurs thèmes présuppose l'existence d'une mythologie complexe.

#### Russe
- (ru) Грибова Л. С. (L. S. Gribova) (préf. Академия наук СССР, Коми филиал; Институт языка, литературы и истории), Пермский звериный стиль : Проблемы семантики [« Le style animalier de Perm : problèmes de sémantique »], Moscou, Наука,‎ 1975, 148 p..
- (ru) Грибова Л. С. (L. S. Gribova) (préf. Ред. Л. Войлокова; Пер. текста Н. Мальцева), Пермский звериный стиль [« Le style animalier de Perm »], Koudymkar, Коми-Пермяцкий этнокультурный центр,‎ 2014, 2e éd., 176 p..
- (ru) Оборин В. А. (V. A. Oborine), Древнее искусство народов Прикамья : Пермский звериный стиль [« Art ancien des meubles de la Kama ; le style animalier de Perm »], Perm, Пермское книжное éditeur,‎ 1976, 192 p..
- (ru) Оборин В. А., Чагин Г. Н.  (V. A. Oborine, G. N. Tchaguine), Чудские древности Рифея : Пермский звериный стиль [« Merveilles de l'ancienne Rifée : le style animalier de Perm »], Perm, Пермское книжное éditeur,‎ 1988, 184 p..
- (ru) Доминяк А. В. (A. V. Dominiak), Свидетельства утраченных времен : Человек и мир в пермском зверином стиле [« Témoignage d'un temps perdu ; l'homme dans le style animalier de Perm »], Perm, Книжный мир,‎ 2010, 152 p. (ISBN 978-5-903861-15-6).
- (ru) Эренбург Б. (B. Erenbourg), Пермские бренды [« Les marques de Perm »], Perm, Сенатор,‎ 2012 (ISBN 978-5-903236-07-7 et 5-903236-07-3).

#### Anglais
- (en) Eero Autio, « The Permian Animal Style », Folklore, Tartu, vol. 18 & 19,‎ 2001, p. 162-186 (ISSN 1406-0957, lire en ligne).

#### Finnois
- (fi) Autio, Eero., Kotkat, hirvet, karhut : permiläistä pronssitaidetta [« Aigles, cerfs, ours : les bronzes moulés de Perm »], Atena, 2000 (ISBN 951-796-136-7 et 9789517961363, OCLC 48661558, lire en ligne).